# 4397 Jalopez
4397 Jalopez eller 1981 JS1 är en asteroid i huvudbältet som upptäcktes den 9 maj 1981 av Félix Aguilar-observatoriet. Den är uppkallad efter Jose A. Lopez.
Asteroiden har en diameter på ungefär 4 kilometer.